# Iglesia católica en Europa

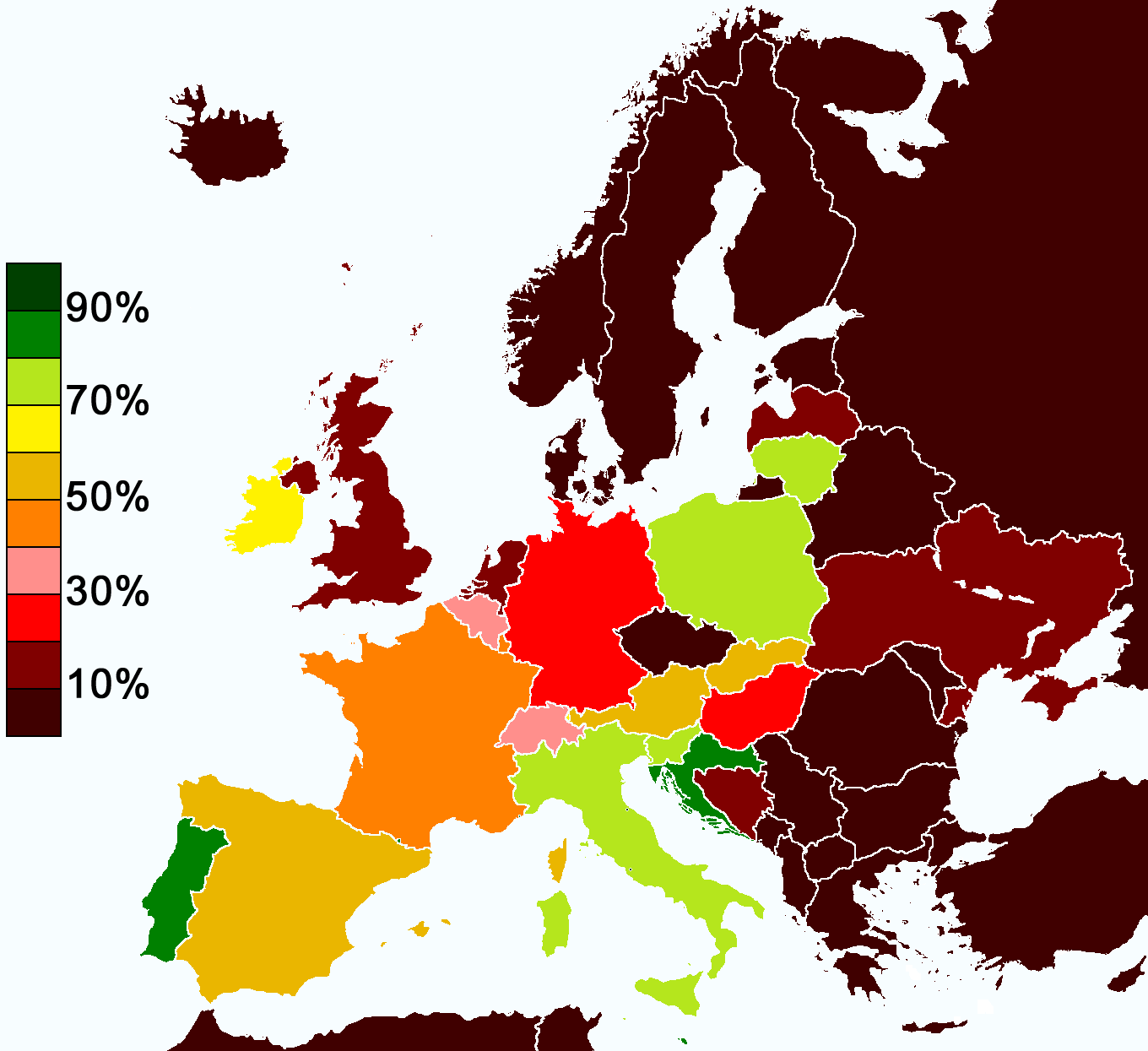
La Iglesia Católica en Europa tiene una larga historia y ha desempeñado un papel significativo en la cultura, la historia y la sociedad de la región. El mapa enseña como Europa Occidental tiene un mayor porcentaje de población católica en comparación con Europa Oriental.

La Iglesia católica, dividida en el Cisma de Oriente y Occidente del siglo XI en la Iglesia ortodoxa, y desde el siglo XVI por la Reforma Protestante en varias denominaciones cristianas, está geográficamente centrada en la Santa Sede de Roma, Italia. Cerca de un tercio de la población europea es actualmente católica, pero solo un cuarto del total mundial de católicos reside en Europa, ello debido a los diversos apostolados y misiones católicas, especialmente en Latinoamérica.
| Región              | Población total | Católicos   | % de Católicos | % total de Católicos |
| ------------------- | --------------- | ----------- | -------------- | -------------------- |
| Península Balcánica | 65 407 609      | 6 612 175   | 10,109%        | 0,649%               |
| Europa Central      | 74 510 241      | 51 457 684  | 69 061%        | 5,051%               |
| Europa Oriental     | 212 821 296     | 9 505 200   | 4,466%         | 0,933%               |
| Europa Occidental   | 375 832 557     | 168 622 083 | 44,866%        | 16,55%               |
| Total               | 728 571 703     | 236 197 142 | 32,419%        | 23,183%              |